# フュミション
フュミション（仏: Fumichon）は、フランスのノルマンディー地域圏、カルヴァドス県に属するコミューン。

## 地理
カーンから東に53km、リジューから北東に10kmほど行った県の東端に位置する。一帯はゆるやかな丘陵地で、田園地帯に家屋が点在している。北西でモヨーと、北東でアニエールと、西でウイリー＝デュ＝ウレと、東でピアンクールとそれぞれ接する。数キロ南には幹線道路のD613が東西に走っている。

## 行政
- 首長：ジルベール・ドーフレンヌ（Gilbert Daufresne、無所属、1989年から） 商人

## 人口の推移[1]
| 1962年 | 1968年 | 1975年 | 1982年 | 1990年 | 1999年 | 2006年 | 2007年 |
| ------ | ------ | ------ | ------ | ------ | ------ | ------ | ------ |
| 167    | 146    | 131    | 178    | 185    | 244    | 269    | 272    |

## 観光スポット
- 11世紀に建てられた聖ジェルマン教会
- 16世紀から17世紀にかけ建てられたフュミション城